# 2006年瀋陽世界園藝博覽會
2006年瀋陽世界園藝博覽會，簡稱瀋陽世園會，是一個於2006年5月1日至10月31日在中華人民共和國瀋陽市舉行的世界園藝博覽會。這是中國第二次舉辦的世園會，也是第一個獲得國際園藝生產者協會（AIPH/IAHP）認證授權舉辦的A2/B1級世界園藝博覽會；同時，瀋陽世園會也是在瀋陽、遼寧省乃至東北地區舉辦的規格最高、規模最大的一次世界性展會。
瀋陽世博園佔地246公頃，園內建有23個國際展園，52個國內展園和25個專類展園，是迄今世界園藝博覽會佔地面積最大的一屆；總用花量達2,500萬株，就種類及數量而言，也是展出植物最多的一屆。瀋陽世園會入園游客超過1,250萬人次，打破了歷屆世園會入園人數的紀錄。

## 概要
- 日期：2006年5月1日至10月31日
- 展區：瀋陽棋盤山國際風景旅遊開發區
- 主題：我們與自然和諧共生
- 主題建築：百合塔、玫瑰園、百花館、鳳之翼
- 特色景觀：人工景觀、自然生態景觀、濱水濕地景觀
- 主題曲：《和諧家園》（李泉作品）

## 關連項目
- 中國花卉博覽會

## 來源
1. ↑  . expo2006sy.gov.cn.   [2012-02-21]. （原始内容存档于2006-04-08）.
2. 1 2  . expo2011.cn.   [2012-02-21]. （原始内容存档于2011-10-20）.

## 外部連結
- 瀋陽世博園 （简体中文）